# 1891 في الجزائر
الأحداث من عام 1891 في الجزائر.

## الحكم
- .الإحتلال الفرنسي.
- 18 أبريل – تعيين جول كامبون حاكمًا عامًا للجزائر الفرنسية (لغاية عام 1897).[1]

## الأحداث
- ديسمبر – إنشاء موقع فرنسي في المنيعة على الحدود الجزائرية المغربية آنذاك.[2] اعتبر سلطان المغرب أن هذا القرار عمل عدائي، خاصة وأن الحكومة الفرنسية تطمح لضم الواحات الواقعة على الحدود الجزائرية المغربية .

## المواليد
- محمد الأمين العمودي – كان مصلحًا وشاعرًا وأول أمين عام لجمعية العلماء المسلمين الجزائريين – ولد في وادي سوف وتوفي في 10 أكتوبر 1957 في البويرة.
- 5 يوليو – محمد غراينية  [لغات أخرى]‏ – صيدلي و مقاتل جزائري، قُتل في رومانيا على يد الألمان في 14 أكتوبر1918 (27 سنة).